# معبد النار أصفهان
معبد النار أصفهان (بالفارسية: آتشگاه اصفهان) هو معبد نار تاريخي يعود إلى عصر ساسانيون، ويقع في أصفهان.